# Mario Hernig
Mario Hernig (ur. 3 grudnia 1959 w Karl-Marx-Stadt) – niemiecki kolarz torowy i szosowy reprezentujący NRD, trzykrotny medalista torowych mistrzostw świata.

## Kariera
Pierwsze międzynarodowe sukcesy w karierze Mario Hernig odniósł w 1982 roku, kiedy zdobył dwa brązowe medale na mistrzostwach świata w Leicester. Pierwszy krążek zdobył w indywidualnym wyścigu na dochodzenie, w którym wyprzedzili go jedynie jego rodak Detlef Macha oraz Rolf Gölz z RFN. Ponadto wspólnie z Detlefem Machą, Geraldem Buderem i Volkerem Winklerem zdobył brązowy medal również drużynowo. W drużynowym wyścigu na dochodzenie reprezentanci NRD w składzie: Carsten Wolf, Mario Hernig, Bernd Dittert i Hans-Joachim Pohl zdobyli srebrny medal na mistrzostwach świata w Zurychu w 1983 roku. Hernig startował także w wyścigach szosowych, wygrywając między innymi holenderki Olympia's Tour w 1983 roku i francuski Circuit des Ardennes w 1985 roku. Wielokrotnie zdobywał medale torowych mistrzostw kraju, ale nigdy nie wystąpił na igrzyskach olimpijskich.